# Feldhaubitzmunitionswagen 98 (Af. 4)
Der Feldhaubitzmunitionswagen 98 (Af. 4) war ein zweiteiliges und sechsspännig gezogenes Pferdefuhrwerk für den Transport von Artilleriegeschützen und wurde bis zum Ende des Zweiten Weltkriegs eingesetzt.

## Entwicklung
Im August 1898 wurde im Heer des Deutschen Kaiserreiches das Feldartilleriematerial C/98 eingeführt. Man begann damit, drei Batterien einer Abteilung in den Feldartillerieregimentern mit je sechs 10,5-cm-leichten Feldhaubitzen C/98 und den dazugehörigen Fahrzeugen auszurüsten. Dazu zählten zum einen die Feldhaubitzprotze 98 und der Munitionshinterwagen 98. Ab dem Jahr 1909 kam die neue 10,5-cm-leichte Feldhaubitze 98/09 mit einem Rohrrücklaufsystem in die Truppe. Trotz dieser neuen Feldhaubitze konnten die alten Fahrzeuge weiterhin genutzt werden. Nachdem im Jahr 1916 die 10,5-cm-leichte Feldhaubitze 16 eingeführt wurde, konnten auch hier weiterhin die Fahrzeuge des Artilleriematerials 98 ohne Umbauten genutzt werden.

## Produktion
Die Hauptbestandteile der Fahrzeuge waren Stahl, Panzerstahlblech, Eisen, Bronze, Leder, Holz, Stoff und imprägniertes Segeltuch.
| Firma                     | Ort                   |
| ------------------------- | --------------------- |
| Kelle & Hildebrand (GmbH) | Dresden-Niedersedlitz |

## Technische Daten

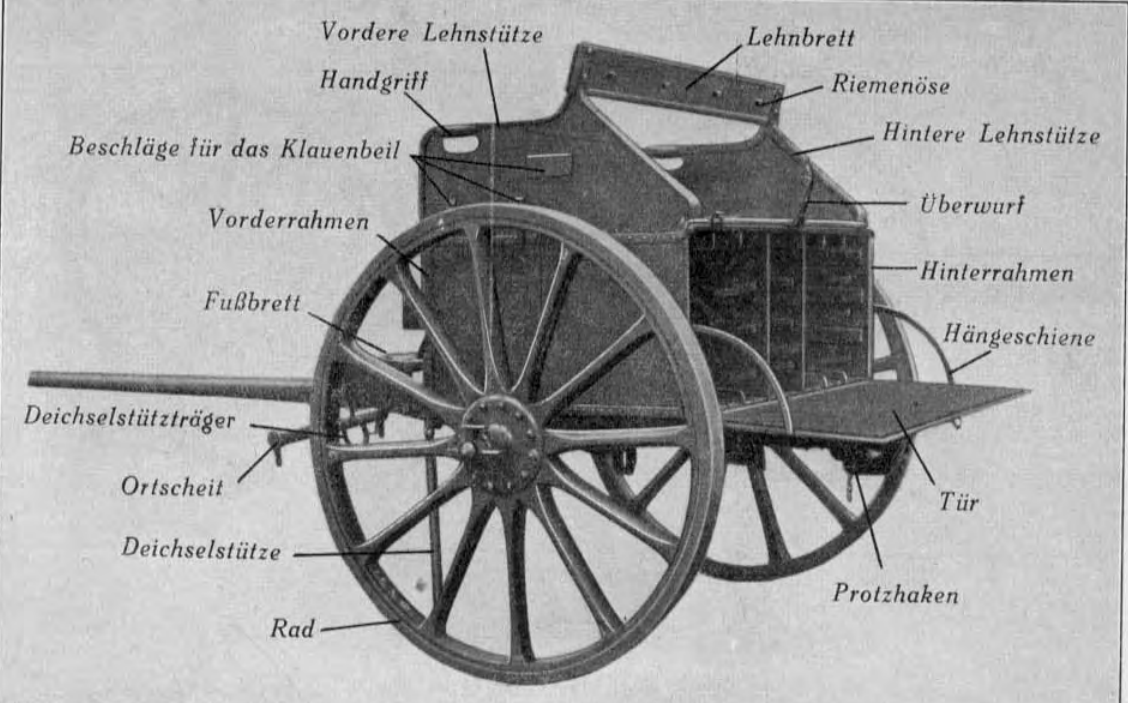
Die Feldhaubitzprotze 98

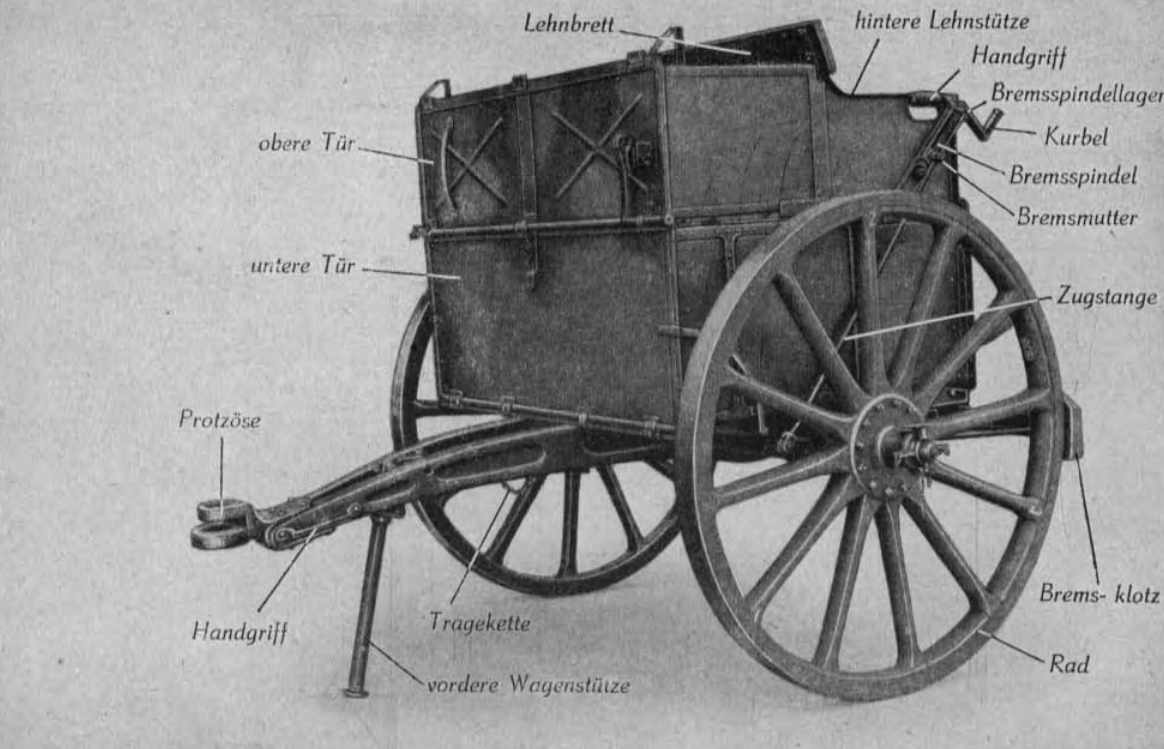
Der Munitionshinterwagen 98

Der Feldhaubitzmunitionswagen 98 (Af. 4) bestand aus der Feldhaubitzprotze 98 und dem Munitionshinterwagen 98, welche mit einer gefederten Protzverbindung gekoppelt waren, und diente zur Fahrbarmachung von Artilleriegeschützlafetten. Im Grunde unterschieden sich die Feldprotze 96 n/A und die Feldhaubitzprotze 98 lediglich in der Inneneinrichtung und dem höheren Protzkasten. In diesem Kasten konnten zwölf Munitionskörbe 98 a/A (alter Art) oder 98 n/A (neuer Art) mitgeführt werden. In einen Munitionskorb konnten zwei Geschosse und ein Kartuschenrahmen mit zwei Kartuschenhülsen verstaut werden.
Auch der Munitionshinterwagen entsprach im grundsätzlichen Aufbau dem des Munitionshinterwagen 96 n/A. Hier war jedoch die Inneneinrichtung so ausgelegt, dass in fünf Abteilungen des Kastens ebenfalls zwölf Munitionskörbe 98 a/A oder 98 n/A mitgeführt werden konnten. Insgesamt konnten im Feldhaubitzmunitionswagen 98  (Af. 4) 48 Schuss für die 10,5-cm-leichte Feldhaubitzen C/98 oder 10,5-cm-leichte Feldhaubitze 98/09 mitführen. Nachdem die 10,5-cm-leichte Feldhaubitze 16 eingeführt wurde, konnten 50–58 Schuss mitgeführt werden. Auch auf diesem Hinterwagen konnte, wie beim Munitionswagen 96 n/A, ein Maschinengewehrkasten auf Schienen für ein Maschinengewehr 08/15 befestigt werden. Aus diesem Grund konnte der Platz für acht Schuss Munition wegfallen. Weiterhin ermöglichte ein Drehzapfen auf der linken Seite des Fahrzeuges die Verwendung eines Maschinengewehrs zur Flugzeugabwehr. 

## Einsatz
Als im Jahr August 1898 die ersten neuen Geschütze in Feldartillerieregimenter kamen, erhielt jede Feldhaubitzbatterie sechs Geschütze mit den dazugehörigen Fahrzeugen. Auch bei der Reichswehr erhielten die 21 Artillerieabteilungen der sieben Infanteriedivisionen je sechs Geschütze mit deren Fahrzeugen.
Als in den 1930er Jahren die Vergrößerung des Heeres immer weiter voranschritt, wurden vier Veränderungen vorgenommen. Eine Batterie hatte nunmehr vier 10,5-cm-leichte Feldhaubitzen 16 und vier Feldhaubitzmunitionswagen 98 (Af. 4). Hinzu kamen aus dem Allgemeinen Heergerät je sechs schwere Feldwagen (Hf. 2). Allerdings entsprach deren Beweglichkeit nicht den Anforderungen der Feldartillerie. Ab 1935 begann man damit, die 10,5-cm-leichte Feldhaubitze 16 durch die 10,5-cm-leichte Feldhaubitze 18 zu ersetzen. Das noch vorhandene Gerät wurde während des Zweiten Weltkrieges im Feld- und Ersatzheer verteilt und aufgebraucht. Zur Beweglichmachung von anderen Waffen und Truppenteilen wurden unzählige Protzen und Munitionswagen abgegeben.

## Lackierung
Die Feldhaubitzmunitionswagen (Af. 4) wurden zu Beginn in feldgrau (RAL 6006) lackiert. Später gab es auch Lackierungen in der Dreifarbtarnung mit dunkelgelb (RAL 7028), gelbbraun (RAL 8000) und olivgrün (RAL 6003).